# Carmel de Lisieux
Pour les articles homonymes, voir Carmel.
Le carmel de Lisieux est un carmel fondé en 1838 par l'abbé Pierre Sauvage dans la ville de Lisieux, en France. C'est dans ce monastère que sœur Thérèse de l’Enfant-Jésus et de la Sainte-Face, canonisée en 1925 sous le nom de sainte Thérèse de Lisieux effectua sa vie religieuse, de 1888 à sa mort, en 1897. Aujourd'hui, il continue à abriter une communauté de Carmélites.

## Historique

### La fondation
La fondation de ce carmel est envisagée et souhaitée par Mgr Cospeau, évêque de Lisieux, en 1641. Le couvent sera créé sur son diocèse, mais à Pont-Audemer. Quelques siècles plus tard, Athalie et Désirée Gosselin, deux sœurs demandent à entrer au Carmel de Pont-Audemer. Du fait de leur santé fragile, elle n'y sont pas admises. Elles proposent alors de fonder un nouveau Carmel. Le père Sauvage, de la paroisse de Lisieux est enthousiaste et les invite à venir fonder dans sa commune.
Ayant besoin de formation et de compagnes carmélites aguerries, elles se rendent au carmel de Poitiers d'avril 1837 à mars 1838 pour commencer leur formation puis repartent à Lisieux fonder le carmel avec deux autres carmélites (de Poitiers) :
Sœur Élisabeth de St Louis et sœur Geneviève de Ste Thérèse.
À Lisieux, une veuve, Mme Leboucher, accueille les carmélites dans sa demeure le temps d'établir le monastère.
Dans la rue de Livarot, une maison et un jardin sont achetés en vue d'y établir le futur couvent. On pouvait facilement aménager la maison pour loger cinq ou six personnes. La fondation est officiellement prononcée le 15 mars 1838, lors de la première messe célébrée par le vicaire général, l'abbé Falize, représentant Mgr Robin, évêque de Bayeux. Les carmélites fondatrices sont :
- Mère Élisabeth de St-Louis (prieure)
- sœur Geneviève de Ste-Thérèse
- sœur Thérèse de St-Joseph (Athalie Gosselin)
- sœur Marie de la Croix (Désirée Gosselin)
- sœur St-Jean de la Croix (postulante de Lisieux)

Deux nouvelles carmélites viennent rapidement rejoindre la petite communauté. Les plans pour l'aménagement du carmel définitif sont réalisés et les travaux commencent immédiatement. L'évêque Mgr Robin vient visiter le chantier le 24 août 1838 et le 5 septembre 1838, la communauté entre définitivement dans la clôture de son nouveau carmel.
Dans les années qui suivent, les carmélites construisent quelques bâtiments annexes et réussissent à acheter (lentement) de petits terrains qui jouxtent leur propriété. En 1846 le terrain complet est constitué. La chapelle du couvent est achevée en 1848.

### Les sœurs Martin
En 1888, Thérèse Martin entre au couvent de Lisieux à l'âge de 15 ans. Elle y a été précédée par ses deux sœurs aînées, Pauline entrée en 1882 et Marie entrée en 1886. Elle deviendra la carmélite la plus célèbre de ce couvent. En 1894, lorsque Céline rejoint au carmel de Lisieux ses trois sœurs, c'est la première fois dans l'histoire de l'Ordre du Carmel, qu'un même couvent accueille quatre sœurs d'une même famille.
En septembre 1896, à l'occasion du procès en béatification des carmélites de Compiègne, Mgr Roger de Teil, le postulateur de la cause, se rend au Carmel de Lisieux pour y faire une conférence (sur les carmélites de Compiègne). Cette conférence produit une grande impression sur Thérèse de Lisieux, d'autant que cette période connait de fortes tensions entre l’Église Catholique et la Troisième République (et que certaines religieuses redoutent une fin identique à celle des Carmélites de Compiègne). En 1903, l’État Français expulse les congrégations religieuses de France (dont les frères Carmes qui doivent trouver refuge en Belgique) ; les carmélites échappent au décret d'expulsion et restent dans leur couvent.
En 1898, après la mort de Thérèse de Lisieux, le livre Histoire d'une âme issu des écrits de la carmélite est publié par le carmel de Lisieux. Si le tirage initial n'est que de 2 000 exemplaires en septembre 1898, ce livre connait immédiatement un grand succès et voit de nombreuses rééditions (on compte 40 rééditions en 1956). Un intense courrier des lecteurs va également se développer, ainsi si le couvent reçoit en moyenne 50 lettres par jour en 1911, ce ne sont pas moins de 500 lettres par jour qui arrivent au couvent en 1915.

### Béatification puis canonisation de Thérèse de Lisieux

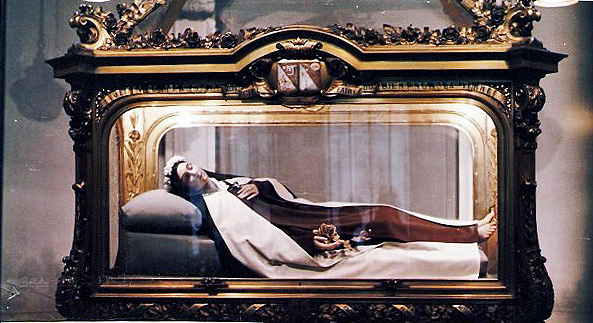
Reliquaire de Thérèse de Lisieux : gisant en cire la représentant sur son lit de mort.

Dans les années qui suivent le décès de Thérèse, Mère Agnès (prieure du couvent) reçoit de très nombreuses visites d’ecclésiastiques et de personnalités diverses. Elle maintient une correspondance considérable, et devient ainsi « un élément majeur du rayonnement de Thérèse dans le monde »,.
En 1907, le pape Pie X demande à faire ouvrir un procès en béatification. Celui-ci est ouvert, sous la responsabilité de l'évêque de Lisieux, Mgr Lemonnier, le 3 août 1910. La cause de béatification est introduite officiellement par Pie X le 10 juin 1914. Elle est béatifiée en 1923 et canonisée deux ans plus tard sous le pontificat de Pie XI.
Le 31 mai 1923, Agnès de Jésus est (à nouveau) élue prieure du couvent, et le pape Pie XI, par une permission spéciale, la nomme « prieure à vie » du Carmel de Lisieux.
La chapelle du carmel de Lisieux devient un lieu de pèlerinage mondialement connu. La chapelle du Carmel est agrandie pour faire face à l’afflux des pèlerins et pour permettre la vénération des reliques de Thérèse. Des bâtiments d’accueil sont construits autour de la chapelle.
Mère Agnès travaille activement au projet de la basilique Sainte-Thérèse de Lisieux dont elle coordonne les projets, du gros œuvre au plus petit détail. La première pierre est posée le 30 septembre 1929, et l'inauguration officielle se déroule le 11 juillet 1937.
Lors du Débarquement de Normandie (en juin 1944), la ville de Lisieux se trouve sur la ligne de front. Le 7 juin 1944, la ville de Lisieux est en flammes. Le Supérieur de la Mission de France enjoint Mère Agnès de quitter le monastère avec toute la communauté pour se réfugier, dans la crypte de la basilique de Lisieux. L'exil de la communauté dure 80 jours. Le 27 août 1944, la communauté carmélitaine rejoint son Carmel resté intact.

### Fondations et refondation du carmel de Lisieux
Entre 1922 et 1965 plusieurs sœurs de Lisieux partent pour aider et fonder des carmels en Asie,.
À la fin du XXe siècle, la baisse du nombre des entrées et le vieillissement des religieuses amène les carmélites à se poser des questions sur la pérennité de leur couvent. En 1997, à l'occasion du centenaire de la mort de sainte Thérèse les religieuses lancent une réflexion commune sur l'avenir de la communauté. En 1999, le préposé général des carmes propose « un renouvellement en profondeur et lance un appel aux Carmels de France pour que des sœurs viennent rejoindre Lisieux ». Plusieurs carmélites y répondent : des religieuses viennent du Rwanda, du Québec, d'Israël, du Bénin, de la Réunion et de divers couvents de France. Des travaux ont également été entrepris pour améliorer le confort (et la salubrité) du couvent. En 2009, la communauté compte 24 religieuses de 24 à 92 ans.
Pour vivre, les carmélites font un travail d'artisanat qu'elles vendent dans leur boutique. D'autres sœurs sont chargées de répondre à l’important courrier qui continue d'arriver au couvent, courrier venant du monde entier. Enfin, quelques religieuses répondent aux chercheurs formulant des demandes de mise à disposition des archives du couvent,.

## Architecture

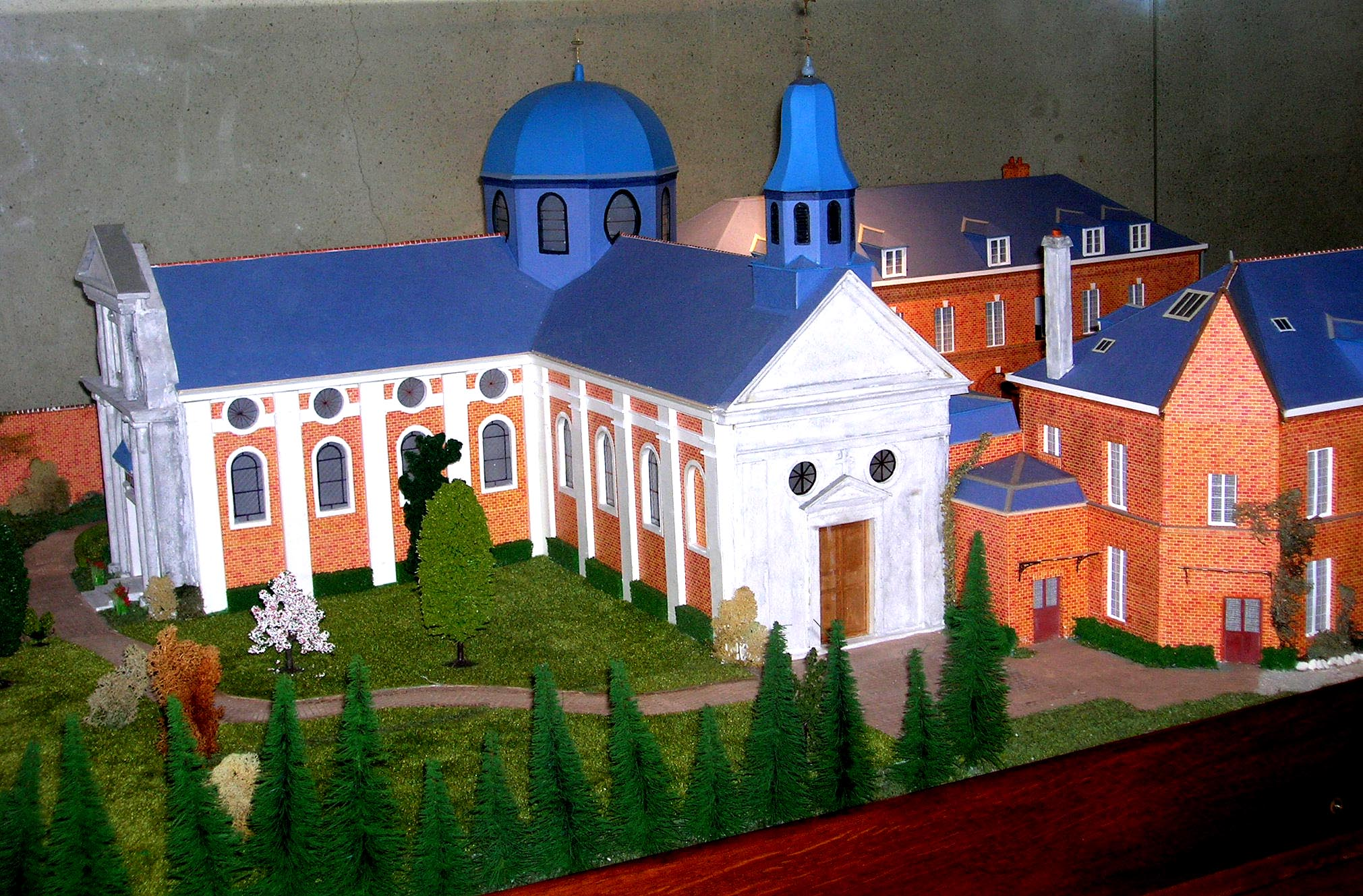
Maquette du couvent et de l'église.

## Liste des prieures du couvent
Liste des religieuses élues prieure du couvent de Lisieux :
- 1838 - ? : Mère Élisabeth de St-Louis
- ? - 1893 : Mère Geneviève de Sainte-Thérèse[8]
- 1893 - 1896 : Mère Agnès de Jésus
- 1896 - 1902 : Mère Marie de Gonzague
- 1902 - 1905 :  Mère Agnès de Jésus
- 1905 - 1909 : Mère Marie-Ange de l'Enfant-Jésus
- 1909 - 1951 : Mère Agnès de Jésus
- 1951 - : ?